# Louisa Herfert
Louisa Herfert (* 19. September 1986 in Berlin-Hellersdorf) ist eine deutsche Schauspielerin.

## Leben
Herfert legte ihr Abitur 2006 am Carl-von-Ossietzky-Gymnasium in Hamburg ab. Von 2009 bis 2012 studierte sie in Hannover Landschaftsarchitektur und Umweltplanung. Ihr Studium schloss sie 2012 mit dem Bachelor of Science ab. Daran schloss sich der Masterstudiengang Landschaftsarchitektur an der Leibniz Universität in Hannover an, wobei sie sich auch als studentische Hilfskraft am Institut für Landschaftsarchitektur engagierte. Am 16. April 2013 gewann Herfert zusammen mit einer Kommilitonin den 3. Preis in einem studentischen Ideenwettbewerb für Entwurfskonzepte zur künftigen Werkstruktur 2020+.

## Karriere als Schauspielerin
Ihren ersten kleinen Auftritt in einem Film hatte Herfert 1993 in der Arztserie Der Landarzt – Jugendsünden als Britta Torst. Bekannt wurde sie durch ihre Rollen in den Kinder- und Jugendserien Neues vom Süderhof (1997) und Die Kinder vom Alstertal (1998–2004). 1998 spielte sie an der Seite von Katja Riemann, Peter Sattmann, Dietmar Schönherr und Nicole Heesters in dem Fernsehfilm Macht. Daran schloss sich 1999 das Fernsehdrama Das Delphinwunder an, in dem sie mit Renée Soutendijk und Dominic Raacke zusammen spielte. Mit Peter Sattmann spielte sie auch in der Verfilmung des prämierten Jugendbuches von Monika Feth Die blauen und die grauen Tage (2000). Inge Meysel und Susanne Lothar waren weitere Hauptdarsteller. 2002 drehte die junge Darstellerin dann an der Seite von Suzanne von Borsody, Cornelia Gröschel und Daniel Morgenroth das Familiendrama Lilly unter den Linden. 2007 übernahm Herfert eine Rolle in dem Kurzfilm Mars.
In der letzten Staffel der RTL-Serie Hinter Gittern – Der Frauenknast spielte sie die Rolle der 16-jährigen Nathalie Sürth, deren Mutter (Susanne Schäfer) die neue Gefängnisdirektorin in Reutlitz wird. Ab Januar 2009 stand sie in Ludwigsburg für die ARD-Vorabendserie Eine für alle – Frauen können’s besser in allen hundert Folgen als Rosa Lemcke vor der Kamera.

## Filmografie
- 1993–2005: Der Landarzt (Fernsehserie, 4 Folgen)
- 1997: Neues vom Süderhof (Fernsehserie, 4 Folgen)
- 1998: Macht
- 1998–2004: Die Kinder vom Alstertal (Fernsehserie, 13 Folgen)
- 1999: Das Delphinwunder
- 2000: Herzschlag – Das Ärzteteam
- 2000: Die blauen und die grauen Tage
- 2002: Lilly unter den Linden
- 2004: SOKO Wismar (Fernsehserie, Folge Doppelvierer)
- 2005: Bella Block (Fernsehserie, Folge Die Frau des Teppichlegers)
- 2005: Charlotte und ihre Männer
- 2006–2007: Hinter Gittern – Der Frauenknast (Seifenoper, 12 Folgen)
- 2006: Mars (Kurzfilm)
- 2008: Küstenwache (Fernsehserie, Folge Vendetta)
- 2009: Eine für alle – Frauen können’s besser (Seifenoper, 100 Folgen)